# Perdita salviae
Perdita salviae är en biart som beskrevs av Timberlake 1964. Perdita salviae ingår i släktet Perdita och familjen grävbin. Inga underarter finns listade i Catalogue of Life.